# Oesterau
Oesterau ist ein Ortsteil der Stadt Plettenberg im Märkischen Kreis in Nordrhein-Westfalen.
Der Ort, durch den die Oester und die Immecke fließen, liegt im südlichen Stadtgebiet überwiegend entlang der Landesstraße L 697. Im Norden grenzt Oesterau an den Ortsteil Holthausen, im Süden an Lettmecke und im Westen an Dingeringhausen. Im Osten liegen die Erhebung Humerskopf und der Stadtforst.
An den öffentlichen Personennahverkehr ist Oesterau durch die Märkische Verkehrsgesellschaft mit den Linien 70, 73 und 270 angebunden.
Anfang des 20. Jahrhunderts gab es in Oesterau (Dankelmert) einen Bahnhaltepunkt der Oestertalbahn. Die Kleinbahn fuhr ab Stadtmitte Plettenberg bis Wiesenthal (Kückelheim). Von Oesterau bis Wiesenthal wurde sie zunächst als Privatbahn von dem Unternehmen Ernst Brockhaus & Co. nur für den Güterverkehr betrieben. Ab 1923 erfolgte die Freigabe auch für den öffentlichen Personenverkehr. Der letzte Zug fuhr 1961.
Kulturelle Veranstaltungen finden seit 1979 in der neu errichteten Oesterhalle statt. Die Halle ist auch Heimstatt für Turner, Sänger und andere Vereine. Oesterau verfügt über eine der sechs Kindertagesstätten der Stadt Plettenberg, einen städtischen Sportplatz und die Grundschule Oestertal, die Teil der Martin-Luther-Schule ist. Bis Mitte 2020 fanden in Oesterau in der katholischen Kirche St. Bonifatius noch Gottesdienste statt. Danach wurde das denkmalgeschützte Kirchengebäude von der Stadt Plettenberg erworben und einer anderen Nutzung zugeführt.
Oesterau liegt im Landschaftsschutzgebiet Plettenberg, Herscheid, Neuenrade. Etwa 500 Meter nördlich von Immecke befindet sich die sogenannte Breite Eiche mit einem geschätzten Alter von 263 Jahren (2020). Der Baum ist seit 1964 als Naturdenkmal geschützt.